# (33024) 1997 PD5
1997 PD5 (asteroide 33024) é um asteroide da cintura principal. Possui uma excentricidade de 0.03254780 e uma inclinação de 3.02781º.
Este asteroide foi descoberto no dia 11 de agosto de 1997 por Beijing Schmidt CCD Asteroid Program em Xinglong.